# Saint-Germier, Deux-Sèvres
Saint-Germier là một xã thuộc tỉnh Deux-Sèvres trong vùng Nouvelle-Aquitaine phía tây nước Pháp. Xã này nằm ở khu vực có độ cao trung bình 173 mét trên mực nước biển.